# أندرو كير
أندرو كير (بالإنجليزية: Andrew Keir)‏ هو ممثل بريطاني، ولد في 3 أبريل 1926 في المملكة المتحدة، وتوفي في 5 أكتوبر 1997 بلندن في المملكة المتحدة.

## أعمال

### أفلام
- (1963) كليوباترا[4][5][6]
- (1981) أسد الصحراء

## وصلات خارجية
- أندرو كير على موقع IMDb (الإنجليزية)
- أندرو كير على موقع ألو سيني (الفرنسية)
- أندرو كير على موقع أول موفي (الإنجليزية)
- أندرو كير على موقع قاعدة بيانات الأفلام السويدية (السويدية)
- أندرو كير على موقع إن إن دي بي (الإنجليزية)
- أندرو كير على موقع قاعدة بيانات الفيلم (الإنجليزية)
- أندرو كير على موقع كينوبويسك (الروسية)